# Pyrola
Pyrole
Genre
Classification APG III (2009)
Pyrola, les Pyroles (ou Piroles) est un genre de plante à fleurs de la famille des Ericaceae. Ce sont des plantes herbacées. Les espèces sont des hôtes alternants de la rouille des cônes de l'épinette (Chrysomyxa pirolata). Les feuilles infectées de Pyrola spp. sont légèrement chlorotiques et plus dressées et leur surface est moins brillante que celle des feuilles en bonne santé. La rouille des cônes de l'épinette est systémique et vivace dans les hôtes alternants,. 

## Liste d'espèces
Liste des espèces selon GBIF (6 juin 2022) :
- Braxilia heterophyla Raf.
- Braxilia squamata Raf.
- Braxilia viridiflora Raf.
- Pyrola acuminata Rydb.
- Pyrola alboreticulata Hayata
- Pyrola alpina Andres
- Pyrola americana G.Don
- Pyrola angustifolia (Alef.) Hemsl.
- Pyrola aphylla Sm.
- Pyrola arakoramica Krísa
- Pyrola asarifolia Michx.
- Pyrola atropurpurea Franch.
- Pyrola bifolia Raf.
- Pyrola caespitosa Raf.
- Pyrola calliantha Andres
- Pyrola carpatica Holub & Krísa
- Pyrola cespitosa Raf.
- Pyrola chlorantha Sw. - Pyrole verdâtre
- Pyrola chouana Chang Y.Yang
- Pyrola corbieri H.Lév.
- Pyrola crypta Jolles
- Pyrola dahurica (Andres) Kom.
- Pyrola decorata Andres
- Pyrola dentata Sm.
- Pyrola elegantula Andres
- Pyrola elliptica Nutt.
- Pyrola faurieana Andres
- Pyrola faurieatia Handres
- Pyrola forrestiana Andres
- Pyrola grandiflora Radius
- Pyrola incarnata Fisch. ex DC., 1839
- Pyrola intermedia Schleich., 1815
- Pyrola japonica Klenze ex Alef.
- Pyrola macrocalyx Ohwi
- Pyrola markonica Y.L.Chou & R.C.Zhou
- Pyrola mattfeldiana Andres
- Pyrola media Sw. - Pyrole moyenne
- Pyrola minor L. - Petite pyrole
- Pyrola mixta Gand.
- Pyrola monophylla Y.L.Chou & R.C.Zhou
- Pyrola morrisonensis (Hayata) Hayata
- Pyrola nephrophylla (Andres) Andres
- Pyrola ovata Raf.
- Pyrola pedemontana Gand.
- Pyrola petiolaris Raf.
- Pyrola picta Sm.
- Pyrola renifolia Maxim.
- Pyrola rossica Gand.
- Pyrola rotundifolia Sturm, 1803
- Pyrola rotundifolia subsp. norvegica (Knaben) Hämet-Ahti - Pyrole de Norvège
- Pyrola rugosa Andres
- Pyrola secunda L.
- Pyrola shanxiensis Y.L.Chou & R.C.Zhou
- Pyrola sibirica Stev.
- Pyrola sororia Andres
- Pyrola subcordata Raf.
- Pyrola sumatrana Andres
- Pyrola szechuanica Andres
- Pyrola tschanbaischanica Y.L.Chou & Y.L.Chang
- Pyrola unifolia Raf.
- Pyrola virgata Raf.
- Pyrola winkleriana Gand.
- Pyrola xinjiangensis Y.L.Chou & R.C.Zhou
- Pyrola ×graebneriana Seemen

## Espèces déplacées vers d'autres genres
- Pour Pyrola secunda L., 1753, voir  Orthilia secunda
- Pour Pyrola uniflora L., 1753, voir Moneses uniflora
- Pour Pyrola umbellata L., 1753, voir Chimaphila umbellata

## Synonymie
Pyrola a pour synonymes :
- Actinocyclus Klotzsch
- Amelia Alef.
- Braxilia Raf.
- Erxlebenia Opiz
- Thelaia Alef.